# 経営局
経営局（けいえいきょく）は、農林水産省の内部部局の一つ。農業経営の安定化、新規就農、農業者年金、農業協同組合、農業委員会、農業構造の改善、農地制度、農村福祉などに関する業務を担っている。

## 沿革
- 1945年10月　農林省農政局設置。農政課、経営課、資材課、肥料課、農産課、特産課の6課体制。
- 1952年8月　農林省農政局を再編し農林経済局設置。
- 1978年7月　経済局に改称。
- 2001年1月6日　農林水産省経済局（総務課、金融課、農業協同組合課、保険管理課、保険業務課、国際部国際企画課、国際経済課、国際協力計画課、技術協力課、貿易関税課）を改編し設置。国際部は総合食料局へ移管。8課体制（総務課、経営政策課、構造改善課、普及課、女性・就農課、協同組織課、金融調整課、保険課）。
- 2011年9月　農地政策課に農地業務室、女性・就農課に経営体育成支援室を設置。

## 組織
- 局長
  - 総務課
    - 調整室

  - 経営政策課
    - 担い手総合対策室

  - 農地政策課
    - 農地集積・集約化促進室

  - 就農・女性課
    - 女性活躍推進室

  - 協同組織課
    - 経営・組織対策室

  - 金融調整課
  - 保険課
    - 農業経営収入保険室

  - 保険監理官

（『経営局 : 農林水産省』より）

## 歴代経営局長
| 代 | 氏名       | 在任期間                      | 前職                                | 退任後の役職等   |
| -- | ---------- | ----------------------------- | ----------------------------------- | ---------------- |
| 1  | 須賀田菊仁 | 2001年1月6日 - 2002年1月8日   | 林野庁次長                          | 生産局長         |
| 2  | 川村秀三郎 | 2002年1月8日 - 2004年7月2日   | 大臣官房総括審議官                  | 農村振興局長     |
| 3  | 須賀田菊仁 | 2004年7月2日 - 2005年9月16日  | 総合食料局長                        |                  |
| 4  | 井出道雄   | 2005年9月16日 - 2006年8月1日  | 大臣官房総括審議官                  | 大臣官房長       |
| 5  | 髙橋博     | 2006年8月1日 - 2009年7月14日  | 大臣官房総括審議官                  | 総合食料局長     |
| 6  | 今井敏     | 2009年7月14日 - 2010年7月30日 | 大臣官房 政策評価審議官（兼経営局） | 生産局長         |
| 7  | 平尾豊徳   | 2010年7月30日 - 2011年8月2日  | 消費・安全局長                      |                  |
| 8  | 奥原正明   | 2011年8月2日 - 2016年6月17日  | 消費・安全局長                      | 農林水産事務次官 |
| 9  | 大澤誠     | 2016年6月17日 - 2019年7月8日  | 大臣官房総括審議官（国際）          | 農林水産審議官   |
| 10 | 横山紳     | 2019年7月8日 - 2020年8月2日   | 大臣官房総括審議官（国際）          | 大臣官房長       |
| 11 | 光吉一     | 2020年8月3日 - 2022年6月27日  | 大臣官房総括審議官（国際）          |                  |
| 12 | 村井正親   | 2022年6月28日 - 2024年7月5日  | 消費者庁政策立案総括審議官          | 退職             |
| 13 | 杉中淳     | 2024年7月5日 - 2025年7月1日   | 大臣官房総括審議官                  | 輸出・国際局長   |
| 14 | 小林大樹   | 2025年7月1日 - 現職           | 大臣官房新事業・食品産業部長        |                  |